# John Flavel

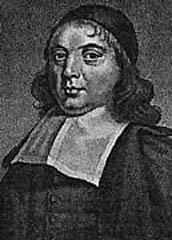
John Flavel.

John Flavel (1627 - 1691) est un ministre anglais du culte presbytérien.

## Biographie
Flavel est né à Bromsgrove dans le Worcestershire et étudie à l'Université d'Oxford. Il est ministre du culte presbytérien à Diptford (dans le Devon) et à Dartmouth dans le Devon. Il est expulsé de son poste à cause de l'Act of Uniformity (Acte d'Uniformité) de 1662 ; malgré tout, il continue à prêcher secrètement. Après la Déclaration d'Indulgence de 1687, il devient ministre du culte d'une église séparatiste.
Il est un auteur prolifique et populaire. Parmi ses ouvrages les plus importants, on a The Mystery of Providence (1678), Husbandry Spiritualised (1669) et Navigation Spiritualised (1671), The Seamon's Companion (1676).
Il meurt à Exeter,dans le Devonshire, le 26 juin 1691.
Flavel est notamment commémoré avec la Flavel Road sur l'autoroute Charford de Bromsgrove.

## Ouvrages en anglais
- Works of John Flavel (6 vol set), Banner of Truth Trust,  (ISBN 0-85151-060-4).
- The Fountain of Life Opened Up Diggory Press,  (ISBN 978-1-84685-798-0)
- Husbandry Spiritualised (1669)
- Keeping The Heart Diggory Press  (ISBN 978-1-84685-707-2)
- The Method of Grace in the Gospel Redemption
- Navigation Spiritualised (1671)
- The Mystery of Providence (1678)
- A Saint Indeed
- The Seamon's Companion (1676)

## Ouvrages en français
- Il parlera de Christ. L'œuvre du Saint Esprit dans le salut, Europresse, 1995 (édition française), 176 p.